# Barbuñales
Barbuñales (aragonesisch Barbunyals) ist eine spanische Gemeinde in der Provinz Huesca der Autonomen Gemeinschaft Aragonien. Sie liegt in der Comarca Somontano de Barbastro, etwa 42 Kilometer südöstlich von Huesca. Barbuñales ist über die Straße A2204 zu erreichen. Der Canal del Cinca durchquert das Gemeindegebiet.

## Bevölkerung
| 1900 | 1910 | 1930 | 1940 | 1950 | 1960 | 1970 | 1981 | 1986 | 1992 | 1999 | 2004 |
| ---- | ---- | ---- | ---- | ---- | ---- | ---- | ---- | ---- | ---- | ---- | ---- |
| 431  | 388  | 353  | 312  | 270  | 234  | 166  | 118  | 124  | 124  | 113  | 116  |

## Sehenswürdigkeiten
- Barocke Pfarrkirche San Lorenzo, erbaut um 1666
- Neoklassizistische Grabkapelle für José Nicolás de Azara
- Ermita de Santa Bárbara
- Torre Moreu, Reste eines Wachturms

## Persönlichkeiten
- José Nicolás de Azara (1730–1804), Politiker und Diplomat
- Félix de Azara (1746–1821), Offizier, Naturforscher und Landvermesser wurde in Barbuñales geboren